# Kountze (Teksas)
Kountze je grad u američkoj saveznoj državi Teksas. Prema popisu stanovništva iz 2010. u njemu je živjelo 2.123 stanovnika.